# Putsch dei generali
Il putsch dei generali (Putsch des généraux in francese) è stato un fallito colpo di stato ordito da alcuni militari di carriera dell'esercito francese in Algeria, e guidato da quattro generali d'armata (Maurice Challe, Edmond Jouhaud, Raoul Salan e André Zeller).
L'obiettivo dei golpisti era quello di costringere il Presidente della Repubblica Charles de Gaulle a rinunciare alla politica di decolonizzazione e intensificare la lotta per mantenere la sovranità francese in Algeria. Il golpe si svolse dal pomeriggio del 21 al 26 aprile 1961 nel bel mezzo della guerra d'Algeria.

## Antefatti
L'8 gennaio 1961, in un referendum sull'autodeterminazione in Algeria organizzato nella Francia continentale e in Algeria, oltre il 75% degli elettori votò a favore dell'autodeterminazione della colonia nordafricana. Vennero quindi aperte trattative segrete tra il governo francese di Michel Debré e il governo provvisorio della Repubblica algerina (GPRA) legato all'FLN. Alcuni ufficiali frustrati per gli sforzi compiuti nei sette anni precedenti e convinti di essere vicini ad una vittoria sul campo, decidono, con l'appoggio dei vertici dell'esercito, di scatenare una sorta di controrivoluzione che arresti il progetto gollista di un'Algeria indipendente.
Il potere gollista era però ben informato da diversi mesi dalla polizia giudiziaria di Algeri e dai servizi segreti delle intenzioni di alcuni militari. L'anno precedente, il 25 gennaio 1960, durante la settimana delle barricate, il colonnello Antoine Argoud aveva addirittura parlato con Debré per chiedere un cambio della linea politica, altrimenti "una giunta di colonnelli" avrebbe rovesciato il governo per mantenere l'Algeria come territorio francese. Mentre la tensione era cresciuta per tutto il 1960, la possibilità di un colpo di stato continuava ad aleggiare, in particolare nella primavera del 1961. A causa di questi segnali, la Scuola militare di Parigi, uno dei centri della cospirazione, era strettamente monitorata.
Nella sua conferenza stampa dell'11 aprile 1961, il generale de Gaulle dichiarò che: "La decolonizzazione è il nostro interesse e, di conseguenza, la nostra politica". In seguito a queste dichiarazioni i generali e alcuni ufficiali di stanza in Algeria decisero di dare il via al golpe.

## Il putsch
In seguito alle parole di de Gaulle sul futuro dell'Algeria i generali Maurice Challe (ex comandante in capo nell'Algeria francese), Edmond Jouhaud (ex ispettore generale dell'aeronautica francese), André Zeller (ex capo di stato maggiore dell'esercito francese) e Raoul Salan (ex comandante in capo nell'Algeria francese), erano giunti clandestinamente ad Algeri. Il colpo di stato sarebbe dovuto avvenire in due fasi: i golpisti avrebbero dovuto prendere il controllo nelle principali città dell'Algeria francese, Algeri, Orano e Costantina. L'operazione nelle città sarebbe stata guidata dal colonnello Argoud, con il supporto dei paracadutisti che avrebbero preso il controllo degli aeroporti strategici. I comandanti di Orano e Costantina però si rifiutarono di seguire la richiesta di Challe di unirsi al colpo di stato. Allo stesso tempo, le informazioni sulla fase metropolitana erano già giunte all'attenzione del primo ministro Debré attraverso i servizi di intelligence.
Nella notte tra il 21 ed il 22 aprile 1961 gli uomini del 1º reggimento paracadutisti della Legione straniera presero possesso dell'aeroporto, del municipio e del governatorato generale nella capitale algerina. Nel giro di tre ore tutti i punti chiave della città erano nelle mani dei golpisti. Il colpo di Stato fu reso noto alla cittadinanza alle 7 di mattina, quando alla radio venne comunicato che "l'esercito ha preso il controllo dell'Algeria e del Sahara".
Informato degli avvenimenti algerini il governo francese decretò quindi lo stato d'emergenza. Nonostante la gravità della situazione l'esercito non appoggiò i golpisti, facendo così comprendere allo stesso de Gaulle del futuro fallimento del putsch. A fronte della folla che ad Algeri acclamava i generali golpisti, il Presidente francese decise di applicare l'articolo 16 della Costituzione che gli conferiva i pieni poteri. Così poche ore dopo de Gaulle, in diretta televisiva, vestito con la sua uniforme della seconda guerra mondiale, dopo aver definito i protagonisti del putsch come "un pugno di generali in pensione", ordinò al popolo e ai militari francesi di aiutarlo e comunicò che "un potere insurrezionale si è installato in Algeria in seguito ad un pronunciamento militare... vieto ad ogni francese e, soprattutto, ad ogni soldato di eseguire alcuno dei loro ordini". L'accorato appello di de Gaulle ebbe effetto specialmente sui militari di leva in Algeria che decisero così di opporsi agli ordini dei loro ufficiali golpisti. 
Temendo uno sbarco nella capitale francese, il 22 aprile tutti i voli e gli atterraggi furono vietati negli aeroporti parigini, mentre all'esercito fu dato l'ordine di resistere "con ogni mezzo" al colpo di stato. Debré si appellò in televisione alla cittadinanza affinché si recasse con ogni mezzo negli aeroporti per fermare ogni tentativo golpista di prendere il controllo degli scali.
Il 25 aprile i quattro generali comparvero in pubblico per l'ultima volta, il golpe infatti stava ormai fallendo. Il giorno seguente i generali golpisti si ritirarono a 30 chilometri d'Algeri e si arresero.

## Conseguenze
Già il 28 aprile fu istituita un'alta corte militare per processare i golpisti. I generali Gouraud, Bigot e Petit vennero condannati e incarcerati. Due giorni dopo ad essere riconosciuto colpevole fu il generale Nicot. Il 3 maggio il Consiglio di stato decretò lo scioglimento del consiglio dell'ordine degli avvocati di Algeri e la sospensione sine die dell'L'Écho d'Alger, testata giornalistica che aveva appoggiato i golpisti. Complessivamente 220 ufficiali furono estromessi dal comando e 114 arrestati, molti di loro, tra cui Salan, aderirono poi all'Organisation armée secrète (OAS). Alla fine di settembre 1961 si contavano più di 1 000 attentati firmati dall'OAS, con 15 morti e 144 feriti.
Il putsch dei generali costituì un punto di svolta nell'atteggiamento ufficiale verso la guerra d'Algeria. De Gaulle aveva voltato le spalle ai coloni francesi e l'esercito, che aveva perso prestigio in seguito al putsch, avrebbe mantenuto un profilo politico basso per tutto il resto del conflitto. I negoziati con l'FLN vennero riaperti nella città francese di Évian-les-Bains nel maggio 1961. Dopo numerose false partenze il governo francese decretò infine che un cessate il fuoco avrebbe avuto effetto dal 19 marzo 1962. Le violenze si moltiplicarono nel febbraio del 1962 e poi al momento della firma degli accordi per il cessate il fuoco (18 marzo 1962): il 13 marzo l'OAS cercò di organizzare l'insurrezione dei coloni francesi dal quartiere europeo di Bab El-Mandeb, e la repressione costò più di 20 morti. Altri morti vi furono il 26 marzo, in una manifestazione di sostegno alla protesta dei pieds-noirs.